# Arena (virksomhed)
 For alternative betydninger, se Arena. (Se også artikler, som begynder med Arena)
Arena var en dansk virksomhed, som fremstillede radio og TV apparater. Den var en del af Hede Nielsens Fabrikker. I 1970 blev virksomheden overtaget af den engelske Rank koncern, som videreførte produktionen under betegnelsen Rank-Arena indtil 1975. I 1979 lukkede fabrikken endeligt. 

## Hede Nielsen fabrikker
Niels Hede Nielsen grundlagde i 1906 Horsens Cykellager med engrossalg af cykler og reservedele. Få år senere begyndte han selv at fremstille cykler og udvidede siden produktionen med industrigasser og rør. I 1928 gik hans søn Ove Hede Nielsen, som havde interesseret sig for radioer siden sin barndom, i gang med at fremstille radioapparater under navnet "Herofon" i et hjørne af fabrikken. Allerede i 1930 omsatte radiofabrikken for over 300.000 kroner og i 1939, hvor Niels Hede Nielsen fyldte 60 år, var den årlige produktion af sønnens ”Herofon”-radioer oppe på mere end 10.000 enheder.
Hede Nielsen samlede i 1931 cykel- og radioproduktionen på Fabrikvej i Horsens, hvor han havde købt Crome & Goldschmidts fabriksanlæg. Tre år senere åbnede han Skandinavisk Rørfabrik på en grund lige overfor. Hede Nielsen var midt i 1930'erne Horsens næststørste arbejdsgiver med ca. 240 beskæftigede.
I fabriksbygningen blev der fremstillet cykler i stueetagen, cykelsadler på 1. sal, og radioer på 2. sal. Administrationsbygningen havde ekspedition og service i stuen og kontorer, pakkeri og kantine på de øvrige etager. Mellembygningen blev bl.a. brugt til vareind- og udlevering.
Grundlæggeren Niels Hede Nielsen døde den 2. december 1943, kun 64 år gammel. Hans to sønner Eigil og Ove Hede Nielsen var dog begge dybt involveret i Hede Nielsens Fabrikker og havde faktisk afløst deres far og overtaget ledelsen inden hans død, så der var ingen problemer med fabrikkens videreførelse.

## 1946: Den første brand
Cykel- og radiofabrikken brændte natten mellem den 11. og 12. november 1946, men allerede to år efter stod en ny fabrik færdig på Fabrikvej 9 og Hede Nielsens virksomhed fortsatte sin vækst i de nye bygninger. Kort efter krigen fik man bl.a. en enkelt ordre på 10.000 ”Herofon”-radioer til en forretningsmand i Tyrkiet.
Fabrikken havde et nærmest monopolagtigt greb på markedet for cykelsadler i Danmark med over 250.000 solgte sadler i 1962, og næsten samtlige sadler på danskbyggede cykler kom fra fabrikken i Horsens. Derudover producerede og solgte man bl.a. de kendte ”Wittler” og ”Anglo Dane”-cykler, færdige cykelstel til andre producenter samt ”Wittler”-knallerter. Desuden importerede man usamlede ”Velo”-knallerter fra Frankrig, som blev samlet på fabrikken i Horsens og videresolgt. 
Størstedelen af Hede Nielsens arkiv gik til ved branden i 1946 men Horsens Byarkiv og Industrimuseet har bevaret noget materiale, herunder en stor samling radioer, fjernsyn og cykler. Der var dog en fordel ved branden, idet at man så kunne indkøbe nyere og bedre maskiner og finere måleinstrumenter til produktionen samt indføre de mest moderne fabrikationsmetoder på den nye fabrik.

## 1955: Arena Radio & TV
I 1955 kom man med i udviklingen af datidens nyeste højteknologi, som jo var fjernsynet. Ove Hede Nielsen fik i 1957 en aftale med amerikanske RCA, verdens største radio- og TV-producent, om brug af deres diagrammer og billedrør i sine nye ”Arena”-fjernsyn, hvilket allerede her fra fjernsynets barndom betød et stort salg til både det danske marked og til eksport. På 3 år fra 1955 til 1958 steg salget af ”Arena”-fjernsyn alene med mere end 400%.
Radio- og fjernsynsapparaterne blev efter radiorørets farvel og transistorens indtog solgt under navnet "Arena", og fabrikken var i 1960'erne Danmarks største producent af radioer. Samtidig dækkede cykelproduktionen 25% af det danske marked. Hede Nielsen havde da ca. 1.800 medarbejdere på landsplan og var Horsens største arbejdsplads med en stor eksport af radioer og cykler til hele Europa og resten af verden. 
I 1958 var pladsen allerede igen blevet for trang, og der blev bygget en ekstra etage på administrationsbygningen og på en del af fabrikken. Man introducerede den lille smarte ”Trans Arena”, som var en såkaldt transistorradio, der som noget ganske nyt og epokegørende var en transportabel radio drevet at batterier. Få år tidligere, da der stadig var store strømkrævende radiorør i alle radioer, ville det ikke have været muligt at konstruere en batteridrevet radiomodtager i den størrelse.
I starten af 1960'erne opfandt ”Arena”s udviklingsafdeling med ingeniør H. Høedsholt i spidsen det revolutionerende såkaldte komponentsystem, der betød, at deres apparater nu blev opbygget i moduler, hvilket både gjorde produktion og senere reparationer hurtigere og nemmere. Man begyndte desuden at producerede pladespillere og højttalere, samt de nye stereoradioer.
Salget af fjernsyn begyndte at falde på grund af øget konkurrence fra andre producenter. De nye stereoradioer fra ”Arena” var dog blevet en stor salgssucces, og alle ville nu have deres gamle monoradioer udskiftet med en stereomodel, så her var et nyt marked for ”Arena”.
Samtidigt havde flere af konkurrenterne på det danske marked måttet dreje nøglen om, både ”Linnet & Laursen” og ”To-R” var nu lukket, og kun ”Eltra”, ”B&O” og ”Philips” var tilbage. I 1963 producerede ”Arena” over 200.000 enheder og var klart Danmarks største radio- og fjernsynsproducent.

## 1966: Den nye fabrik og farver på skærmen
I 1966 byggede Hede Nielsen en ny radio/tv-fabrik på Fuglevangsvej 41 i udkanten af Horsens, da den gamle fabrik på Fabrikvej 9 var blevet for lille til den voldsomt ekspanderende produktion op gennem 1960'erne. Fabrikken på Fuglevangsvej blev taget i brug i november 1966, og Arenas salgsfolk var stadig dygtige til at sælge og havde god gang i eksporten, bl.a. til England, Tyskland, Sverige, Norge, Finland og Holland. ”Arena” stod som Danmarks største producent i 1967 for 46% af hele den danske radio- og fjernsynseksport. 
”Arenas” design blev da også bemærket i udlandet. Fra 1967 til 1972 vandt Chefdesigner Hans Werner Olsen ni IF-designpriser i Hannover for sine fjernsyn. Ove Hede Nielsen havde personligt et meget nært forhold til sine kunder. Han havde ofte besøg fra især København af cheferne fra de store butikskæder, og mange store handler blev indgået med håndslag eller måske nedskrevet på bagsiden af en serviet på en fin restaurant.
I 1967 kom der med farvefjernsynet et helt nyt marked for Hede Nielsen, og Arena var hurtigt i fuld gang med at producere farvefjernsyn. Det første apparat var en 25” modulopbygget model, der gik som varmt brød. Man måtte tage ekstra personale ind for at følge med efterspørgslen.
I 1969 modtog ”Arena” en kæmpeordre på farvefjernsyn til det vesttyske marked. Ordren var større end lagerkapaciteten, og man hævede produktionshastigheden væsentligt for at kunne levere til kunden året efter. 

## 1970: Endnu en brand
Den nye store fabrik blev allerede 4 år efter indvielsen ødelagt af en altødelæggende brand om morgenen pinselørdag 1970. Branden lagde fabrikken fuldstændigt i ruiner, og der var så meget varme på, at ruderne smeltede og glasset løb som dråber ned ad muren. Både produktionshallerne og ikke mindst det komplette varelager blev flammernes bytte. Omkring 4.000 farve- og sort/hvid-fjernsyn, 12.000 radioer, 20.000 højttalere og 1.000 pladespillere gik tabt ved branden.
Man anslog, at der var skader for 125 millioner kroner på varelager og bygninger og den store leverance til Tyskland, der stod klar til levering, gik også op i røg.
Her er hvad Horsens Folkeblad skrev den 29. maj 1970 efter branden:
Kriminalpolitiet i Horsens og de assisterende sagkyndige teknikere mener nu at have fundet årsagen til Arena-storbranden pinselørdag, hvor 700 mennesker blev midlertidigt arbejdsløse, og hvor der ødelagdes værdier for ca. 75 millioner kroner. En kortslutning I installationssystemet viser, at ilden må være opstået i umiddelbar nærhed at den såkaldte varmegård. Her stod omkring et halvt hundrede TV-apparater under en 48 timers testning. Der er muligvis opstået ild i et af apparaterne, hvilket har medført en kortslutning og antændelse af de mange brandbare materialer. Alarmsystemet synes at have fungeret tilfredsstillende, men ilden har bredt sig med en fantastisk fart og i løbet af ganske kort tid omspændt det meste af det 12.000 kvadratmeter store fabrikskompleks. Der har været forskellige rygter fremme om, at storbranden på Arena skulle være påsat af en eller flere hævngerrige personer. Kriminalpolitiet i Horsens og de assisterende teknikere har i efterforskningsarbejdet intet fundet, der kan understøtte denne påstand. Fra kriminalpolitiets side har der I intet været at udsætte på Horsens kommunale brandvæsens effektivitet under alarmeringen og slukningsarbejdet. Arena storbranden kan sammenlignes med tidligere brande i tilsvarende moderne fabriksbygninger. Brandvæsenet har været stillet pa en håbløs opgave med at bekæmpe ilden, der med eksplosionsagtig hast har bredt sig i de lange og usektionerede produktionshaller.''
Inden branden havde man heldigvis fået mikrofotograferet alle ”Arenas” produktionstegninger, og de lå i sikkerhed på den gamle fabrik på Fabrikvej, hvor designafdelingen havde til huse. Desværre fik branden alligevel store markedsmæssige konsekvenser for Arena Radio og TV. Markedsandelen i Danmark faldt hurtigt fra 30 til 15 procent, og for at få forsikringssummen på 75 millioner udbetalt, skulle fabrikken enten genopbygges eller sælges med fortsat produktion for øje.
”Philips” havde nu indstillet sin produktion i Danmark, ”Eltra” var lukket og ”B&O” var i 1970 den eneste danske konkurrent, men alligevel gik ”Arena” nogle meget svære tider i møde

## Rank Arena
Familien Hede Nielsen valgte i 1971 at sælge til Rank Bush Murphy fra England, der overtog 80 procent af aktiekapitalen, mens familien selv beholdt de 20 procent. Rank Bush Murphy var en del af den kæmpemæssige Rank-organisation, som også omfattede bl.a. Rank Xerox og hele koncernen havde i 1970 en aktieværdi på 16 milliarder kroner. Så der var penge nok bag den nye ejer.
Rank genopførte fabrikken og et nyt selskab ved navn "Rank Arena" videreførte produktionen. 
Mens fabrikken genopbyggedes, etablerede man en nødproduktion med 165 medarbejdere i de gamle lokaler på Fabrikvej, der kun fire måneder efter branden spyttede den første T2700-radio ud af samlebåndet. Kort tid efter blev den første, meget mere avancerede T2600-radio samt nye grammofoner og højttalere leveret fra nødfabrikken. 
Rank Radio, som havde næsten 5.000 ansatte i England, var et nærmest ukendt navn udenfor England og USA, så en af grundende til overtagelsen var, at man ville etablere sig især i Vesttyskland, hvor Arena jo allerede var et kendt navn og allerede havde en stor og effektiv salgsorganisation.
Den nyopførte fabrik stod klar i august 1971. Hifi forstærkere, radioapparater og højttalere blev produceret fra bunden på den nye fabrik i Horsens. Alle fjernsyn kom nu som chassiser fra Ranks store fabrik med 2.500 ansatte i Plymouth i England og blev i Horsens samlet og sat i dansk designede trækabinetter. 
Ove Hede Nielsens søn Leif Hede Nielsen (født i 1940) blev ansat som direktør for afsætning. Han havde forinden fået en handelsuddannelse hos Vitrohm A/S i Danmark og Vesttyskland. Efter en handelsmæssig uddannelse, som udbyggedes med sprogskoler i Hamburg og Barcelona, fik han ansættelse hos RAC i USA og et år senere hos firmaet Plessey i London, hvor han bl.a. lærte international handel. Han tiltrådte allerede i 1964 som direktionssekretær i ”Arena”.
Eigil Hede Nielsens søn Niels Hede Nielsen (født i 1936) blev administrerende direktør. Den nye ledelse måtte dog hurtigt iværksætte nedskæringer for at øge lønsomheden i det gamle firma, og allerede i 1971 lukkedes lager og serviceafdeling i København. 
Allerede 3 måneder efter indvielsen af den nye fabrik i august 1971 havde Rank Bush Murphy placeret eksportordrer på 11 millioner kroner i den nye fabrik, så der kom hurtigt gang i samlebåndene og samtlige 700 ansatte som blev arbejdsløse efter branden var blevet genansat. Produktionen gik så godt, at Rank-Arena i 1972 producerede 300 farvefjernsyn om dagen, i øvrigt udviklet af ingeniør Erik Rugaard. Omkring 1972 begyndte man at sælge egentlige Rank Arena HiFi-produkter, hvilket ikke var nogen succes og salget dykkede kraftigt. Produkterne havde ikke mere noget særkende og lignede efterhånden de konkurrerende producenters modeller mere og mere.
I 1971 udtrådte stifteren Niels Hede Nielsens børnebørn Leif og Niels Hede Nielsen fra ledelsen af ”Rank Arena” og kort tid efter solgte familien de resterende 20% af aktierne til Rank. I 1974 døde Ove Hede Nielsen, kun 66 år gammel.

## Lukningen i Horsens
Konkurrencen fra især de japanske producenter var hård, og det gik nu meget hurtigt ned ad bakke for ”Rank Arena”. Rank-organisationen gav op, og medarbejderne forsøgte at køre fabrikken videre, men i 1975 lukkede ”Nordens mest moderne radio- og fjernsynsfabrik” for stedse. Derefter blev virksomheden overtaget af det medarbejder-ejede 3F (Folke Fjernsyns Fabrikken), der kortvarigt bl.a. byggede en Tungsram-radio med en meget avanceret sort front fyldt med røde lysdioder og fingertouch-knapper. Man fik aldrig rigtigt fik gang i en større produktion og selskabet gik konkurs i 1979.
Rank-organisationen ejede dog stadig navnet ”Rank Arena” og begyndte omkring 1975 kortvarigt at markedsføre ”Rank Arena”-produkter, som blev licensproduceret andre steder i verden. 
Hede Nielsen Fabrikker stoppede fremstillingen af jernrør i 1974 og cykelproduktionen (ca. 45.000 cykler årligt) ophørte i øvrigt først i 1979, da hele cykelfabrikken brændte og man ikke fandt det rentabelt at genoptage produktionen. Eigil Hede Nielsen døde i februar 1991, 86 år gammel og var aktiv i virksomheden til det sidste.

## Hede Nielsen i dag
Tilbage er produktionen af gasarter, som i 1990'erne blev fusioneret med franske firma Air Liquide. I 2001 forøgede Air Liquide sin ejerandel i Hede Nielsen A/S til 100% og i 2003 skiftede virksomheden navn til Air Liquide Danmark A/S.